# Союз композиторов СССР
Ордена Ленина Союз композиторов СССР (СК СССР) — единое творческое объединение советских композиторов и музыковедов, до 1957 года назывался Союзом советских композиторов СССР (ССК СССР).

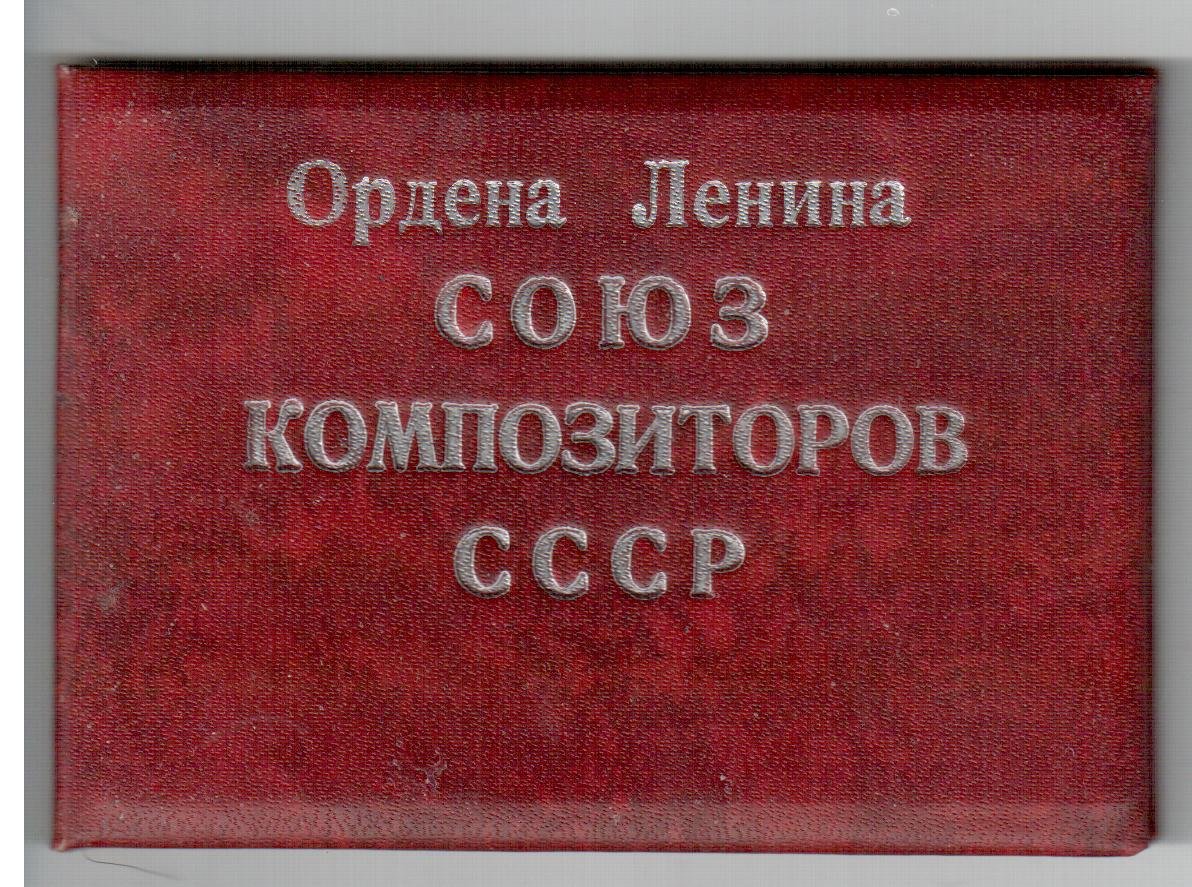
Членский билет (1990 г.)

## История
Возник на основании Постановления ЦК ВКП(б) от 23 апреля 1932 года о перестройке литературно-художественных организаций. До 1948 года работой ССК СССР руководил Оргкомитет. Первый съезд Союза композиторов состоялся 19—25 апреля 1948 года в Москве. Председателем Союза композиторов СССР на этом съезде был избран Б. В. Асафьев.
Основными задачами Союза композиторов ставились:
- Сплочение и объединение советских композиторов и музыковедов в целях создания идейных и высокохудожественных музыкальных произведений, отражающих жизнь и идеалы советского народа;
- Утверждение в советском музыкальном творчестве принципов социалистического реализма, творческое развитие лучших традиций мировой и, в первую очередь, русской музыкальной классики и народной музыки;
- Развитие советского музыковедения на теоретической основе марксизма-ленинизма;
- Развитие братских национальных культур советских народов;
- Утверждение ведущей прогрессивной роли советской музыки в процессе борьбы против влияния буржуазной идеологии;
- Укрепление творческих связей с зарубежными прогрессивными музыкальными организациями и деятелями;
- Идейно-политическое и художественное (профессиональное) воспитание советских композиторов и музыковедов;
- Общественно-творческое влияние на другие музыкальные учреждения и организации;
- Улучшение условий жизни и труда членов СК СССР, помощь в охране их авторских прав.

После распада СССР Союз композиторов СССР прекратил своё существование — 22 апреля 1992 года он был преобразован в Международную ассоциацию композиторских организаций. Председатель исполкома — В. С. Дашкевич.

## Структура
Высшим руководящим органом СК СССР был съезд советских композиторов; в перерывах между съездами работой Союза руководило избиравшееся на съезде Правление, в свою очередь, избиравшее из своей среды Секретариат во главе с первым (до 1957 г. — генеральным) секретарём. В состав СК СССР входили Союз композиторов РСФСР и Союзы композиторов других союзных республик. На декабрь 1986 года СК СССР объединял в своём составе 2506 композиторов и музыковедов (из них 1134 — представляли СК РСФСР), Правление СК СССР насчитывало 180 членов, Секретариат — 45 секретарей.
Должность первого (генерального) секретаря СК СССР с 1948 по 1991 год бессменно занимал Тихон Николаевич Хренников. В состав правления и секретариата в разное время входили Б. В. Асафьев, Д. Б. Кабалевский, Г. А. Канчели, Р. В. Паулс, Г. В. Свиридов, А. И. Хачатурян, А. Г. Шнитке, Д. Д. Шостакович, Р. К. Щедрин, А. Я. Эшпай и другие известные советские композиторы.
При СК СССР были организованы: Музыкальный фонд СССР (с Производственными комбинатами в Москве, Ленинграде, Свердловске, Киеве), Всесоюзный дом композиторов, Центр музыкальной информации и пропаганды советской музыки; дома творчества: «Боржоми», «Ворзель» (Киевская область), «Дилижан», «Иваново», «Лилэ» (Сухуми), «Репино» (Ленинградская область), «Руза» (Московская область), «Сортавала» (Карелия). СК СССР располагал собственным издательством «Советский композитор». Печатными органами СК СССР являлись ежемесячный журнал «Советская музыка» и двухнедельный журнал «Музыкальная жизнь».

## Руководители
- 1948 — Борис Асафьев
- 1948—1991 — Тихон Хренников